# Queratoplásticos
Os queratoplásticos são produtos que intensificam a queratinização dos epitélios promovendo a regeneração da camada córnea, que corresponde à zona celular mais extensa da pele. A sua espessura varia nas diferentes partes do corpo. Este fato é importante na formulação de cremes e pomadas dérmicas pois a penetração destas preparações depende, em grande parte da espessura da camada córnea.
A ausência de vitamina A no regime alimentar de indivíduos pode levar a uma queratinização anormal do epitélio cutâneo. Dietas pobres em vitamina C e vitaminas do complexo B alteram a histologia do epitélio cutâneo.
Os queratoplásticos são classificados segundo o mecanismo de ação em Queratoplástico Celular e Queratoplástico Redutor.
Queratoplástico Celular – Atuam por estimulação da atividade das células do corpo mucoso de malphigui (camada espinhosa), renovando o epitélio até a superfície com conseqüente queratinização, renovando a queratina.
Ex: Ácido pícrico ou trinitrofenol empregado em soluções alcoólicas ou aquosas no tratamento de queimaduras. O Sudão IV ou vermelho escarlate é usado em pomadas de penetração média numa concentração de 8%.
Queratoplástico Redutor – Atuam por asfixia das células superficiais do epitélio, diminuindo o consumo de oxigênio das células do epitélio, conduzindo a queratinização.
Ex. de Redutores fracos – Tigenol, tumenol, ictiol, naftalan, etc.
Redutores médios – Alcatrão, coaltar, enxofre, bálsamo de Peru, óleo de cadê, resorcina, óleo de cedro, etc.
Redutores fortes – antrarobina, ácido crisofânico, crisarobina, pirogalhol e derivados, etc.
O ictiol é um dos mais utilizados. Também é chamado de sulfoictiolato de amônio.  O alcatrão vegetal ou breu cru é utilizado em pomadas com baixo poder de penetração.  O coaltar ou alcatrão mineral é utilizado sob a forma de emulsão. Os redutores fortes são constituídos por compostos de elevado poder de fixação do oxigênio como as antraquinonas e o pirogalhol.